# Akoya (slak)
Akoya is een geslacht van weekdieren uit de klasse van de Gastropoda (slakken).

## Soort
- Akoya akoya (Kuroda, 1942)